# 莊志達
莊志達（1980年—2015年12月12日），香港民主黨黨員，2004至2011年間出任深水埗區議員。
莊志達2002年在香港中文大學社會學系畢業。在2003年區議會選舉，莊志達以1097票擊敗民建聯劉志明（437票），當選2004-2007年荔枝角北選區區議員。在2007年區議會選舉，莊志達以1,484票擊敗新世紀論壇劉偉倫（657票），連任荔枝角北區議員議席，期間出任深水埗西分區委員會委員和深水埗撲滅罪行委員會委員。之後再無參選，投身保險界。2014年開始出任民主黨九龍西支部常委。
2015年12月12日，他老婆發現他在元朗八鄉住所燒炭自殺，送院搶救證實不治，享年35歲。

## 外部連結
- .   [2021-02-27]. （原始内容存档于2016-01-01）.